# Hieromymus Brunschwig
Hieronymus Brunschwig o Hieronymus Brunschwygk (ca. 1450 - ca. 1512) fue un cirujano alemán ("artzot wund"), alquimista y botánico. Fue notable por sus métodos de tratamiento de heridas de bala y de sus primeros trabajos sobre técnicas de destilación. Su libro más influyente fue el Liber de arte distillandi de simplicibus (también llamado Kleines Destillierbuch).

## Vida
Brunschwig nació alrededor del año 1450 en la ciudad imperial libre de Estrasburgo, que en su tiempo fue parte del Sacro Imperio Romano Germánico. Algunas notas en su Buch der cirurgia pueden sugerir, que estudió en Bolonia, Padua y París y que había participado en las guerras de Borgoña, pero todo esto es totalmente infundado. Se radicó en Estrasburgo a finales del siglo XV. Murió en Estrasburgo, circa de 1512.

## Publicaciones
- 1497: Das buch der cirurgia: hantwirckung der wundarztny.

Las reimpresiones: Estrasburgo 1513 - Rostock 1518 en dialecto bajo alemán - Augsburgo 1534 - Múnich 1911, 1968 - Milán - 1923.
Traducciones: 1) en inglés por Peter Treveris en Londres. 1525. 2) En neerlandés por Jan Berents en Utrecht. 1535.
- 1500 (08.05.): Liber de arte distillandi de simplicibus. (= Kleines Destillierbuch)

Las reimpresiones de Liber de arte distillandi de simplicibus estaban contenidas en las reimpresiones de Medicinarius (ver más abajo) a partir de 1505. Además, el Liber de arte distillandi de simplicibus se fusionó junto con el Gart der Gesundheit (Mainz 1485) en el Kräuterbuch von allem Erdgewächs de Eucharius Rösslin the Younger. (Fráncfort 1533, 1535, 1536, 1538, 1540, 1542 and 1546).
Traducciones: 1) En neerlandés por Thomas van der Noot en Bruselas. 1517. 2) En inglés por Lawrence Andrew en Londres 1527. 3) En checo por Johann Günther en Olmütz. 1559.
- 1500 (19.08.): Liber pestilentialis de venenis epidemie.

- 1505: Medicinarius.

Conteniendo:
- El Liber de arte distillandi de simplicibus. (Kleines Destillierbuch),
- the treatise De vita libri tres de Marsilio Ficino (traducido al idioma alemán por Johann Adelphi de Estrasburgo),
- Glossaries de nombres de medicamentos,
- un tratado llamado De Quinta essentia que fue en gran medida influenciado por el libro De consideratione quintae essentiae de Juan de Rocatallada.

Las reimpresiones: Estrasburgo 1508, 1515, 1521, 1528, 1531,1537; Fráncfort 1551, 1554, 1555, 1560, 1610, 1614.
- 1512: Liber de arte distillandi de compositis. (= Großes Destillierbuch)

Conteniendo:
- un libro sobre « Quinta essentia» y otros drogas alquímicas – con largos pasajes sacados del libro De consideratione quintae essentiae de Juan de Rocatallada,
- una enumeración de Simplicia (medicamentos, compuesta por una sola droga) y Composita (medicamentos, compuestos por varias drogas) - según el carácter de las enfermedades,
- una enumeración de Simplicia y composita - de acuerdo a la ubicación de las enfermedades (de la cabeza a los pies),
- una enumeración de Simplicia y composita - para su uso en la práctica quirúrgica y
- un tratado titulado «Thesaurus pauperum» - derogatorio en 45 capítulos, que contienen medicinas baratas para los pobres.

El « Thesaurus pauperum» fue reimpreso separado.
1) bajo los títulos Hausapotheke o Hausarzneibüchlein. (39 reimpresiones. 1537 -1658).
2) bajo los títulos Apotheke für den gemeinen Mann junto con Büchlein von den ausgebrannten Wässern, que fue escrito por Michael Puff. (30 reimpresiones. 1529-1619).
Reimpresiones del conjunto Liber de arte distillandi de compositis: Estrasburgo 1519, 1532; Fráncfort 1538, 1551, 1552, 1597; Leipzig 1972.

## Liber de arte distillandi de simplicibus

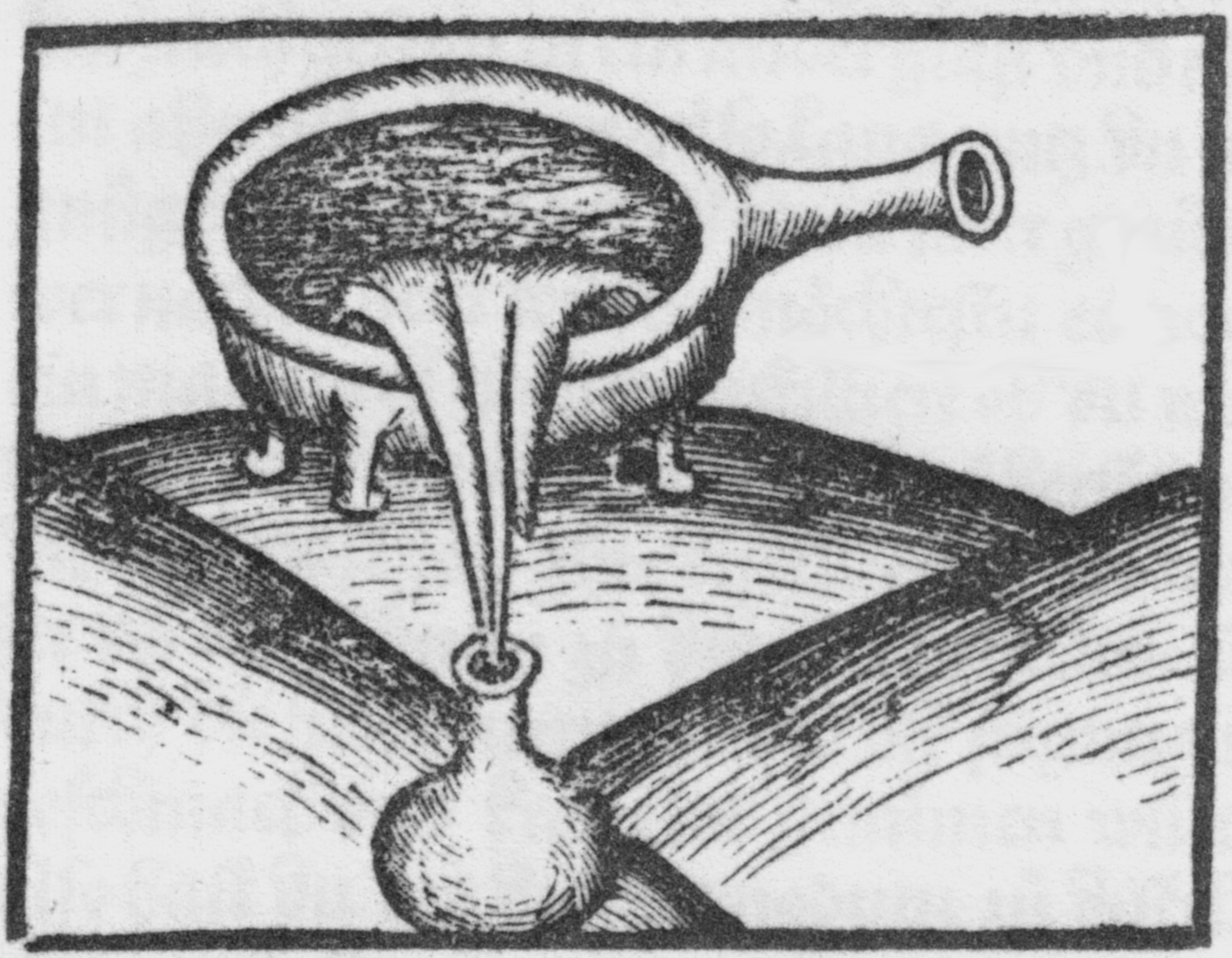
Liber de arte distillandi de simplicibus. 1500. „Distillation“ by filtration.

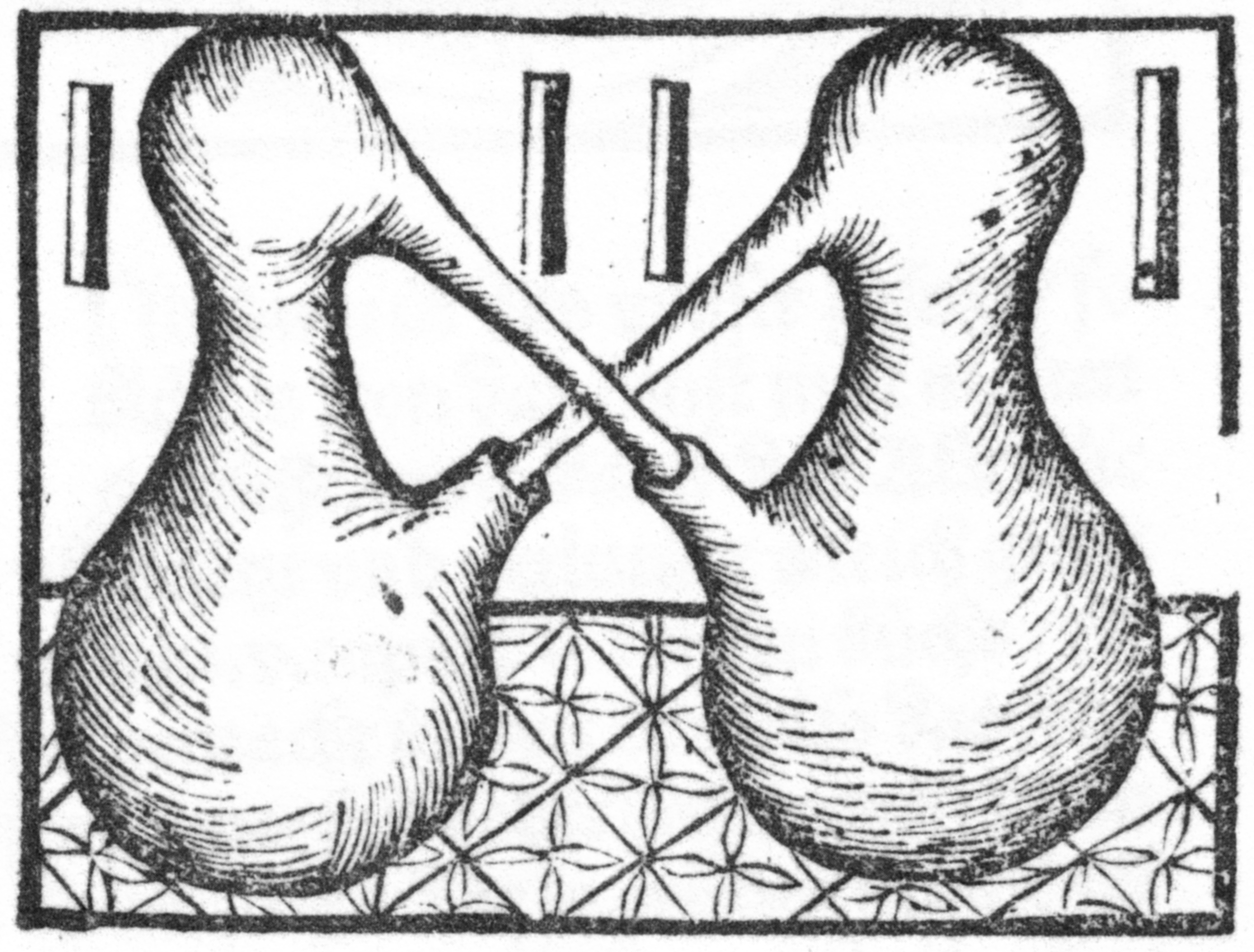
Liber de arte dist. de simpl. 1500. „Distillation“ by circulation.

El Liber de arte distillandi de simplicibus (1500) fue el libro impreso más antiguo que trata con las técnicas de destilación de sustancias vegetales y animales. Constaba de tres partes:
1. Una descripción detallada de los métodos y apparati, mostrando influencias del libro de Juan de Rocatallada, De consideratione quintae essentiae.[5][6][7] El nombre de destilación fue dado por los alquimistas no solo al procedimiento que hoy en día se llama destilación, sino también a métodos como la "filtración" y "circulación" que se interpreta como métodos de "de-stillatio (descender)".[8]

1. Una enumeración de las sustancias vegetales y animales en orden alfabético con observaciones de botánicos sobre las plantas indígenas, basados en las propias observaciones de Brunschwigs. Esto fue seguido por la enumeración de las indicaciones de los medicamentos "destilados". Estas indicaciones se basan tanto en los escritos en los libros de texto de la tradición antigua ( Dioscórides...) como en las recetas de la medicina popular. El " Büchlein von den ausgebrannten Wässern ", atribuido a Michael Puff de Viena y recetas en manuscritos del siglo XV eran las principales fuentes Brunschwigs.[9][10][11][12][13]
2. Una lista de enfermedades "de la cabeza a los pies", con referencia a las prescripciones dadas en la segunda parte.

Cuando a finales del siglo XV la base de hierbas, el Liber de arte distillandi de simplicibus fue ampliamente considerado como un importante vínculo entre la Edad Media y los tiempos modernos. Debido a su descripción en profundidad y muchas ilustraciones de aparatos y técnicas de destilación, el libro fue considerado como un texto de referencia hasta bien entrado el siglo XVI.
Otto Brunfels e Hieronymus Bock, ambos llamados "padres de la botánica" ("Väter der Botanik") en honor a su descripción veraz de plantas autóctonas, respetaron a Brunschwig como su predecesor. Leonhard Fuchs, en la tercera parte de „fathers of botany“, no menciona a Brunschwig en absoluto.